# Transport drogowy w Płocku

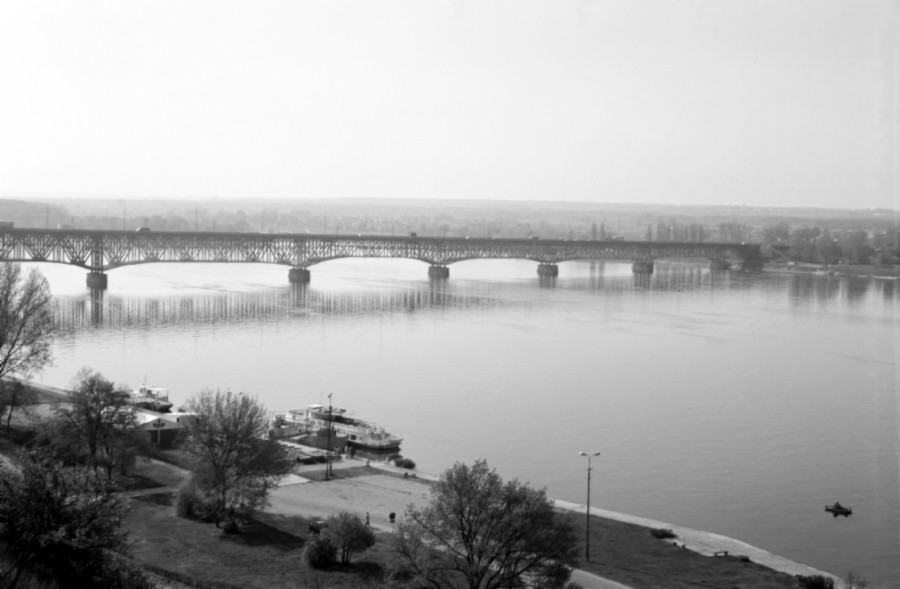
Most kolejowo-drogowy im. Legionów J. Piłsudskiego

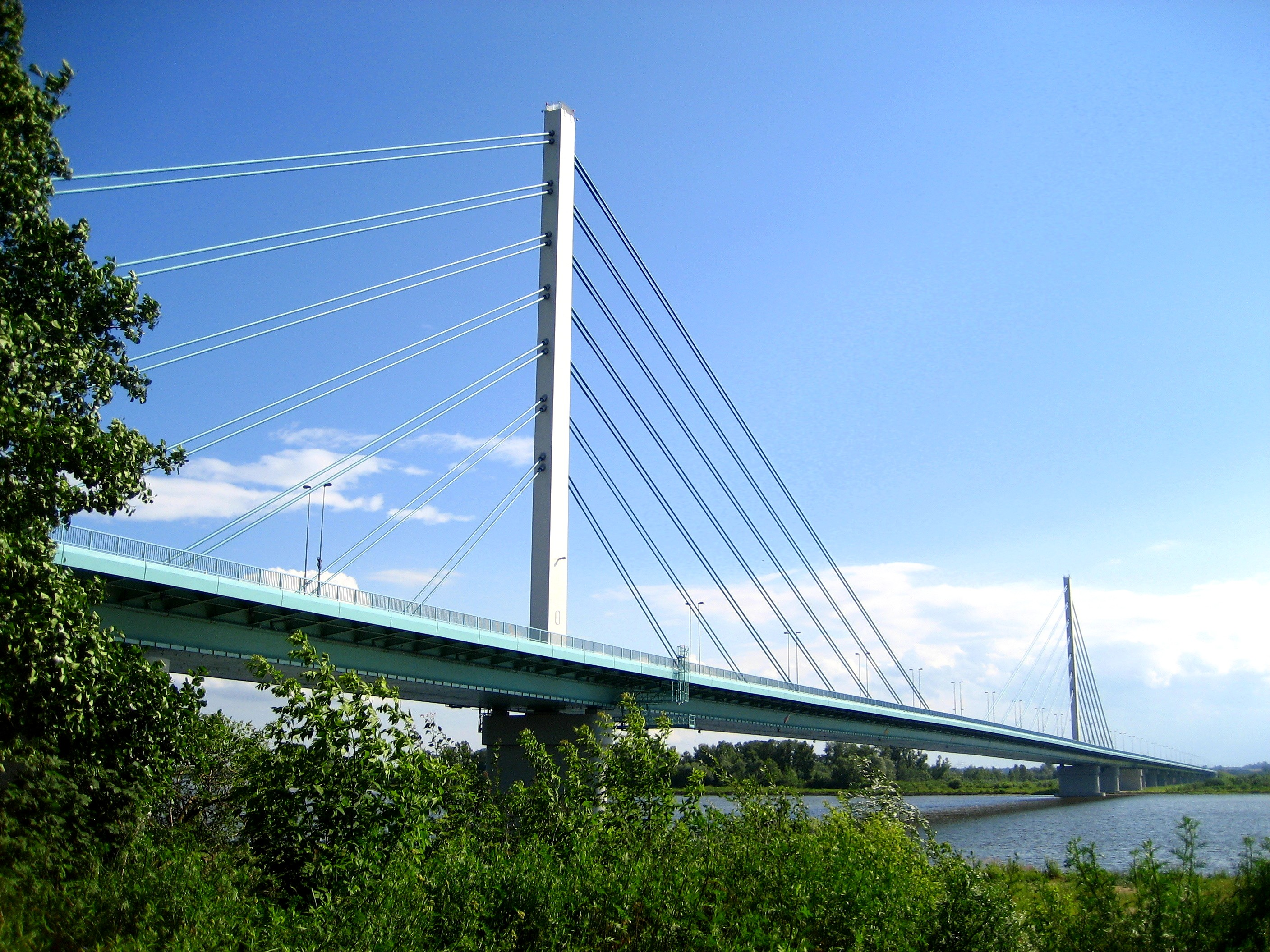
Most Solidarności

W Płocku krzyżują się dwie drogi krajowe:
- DK60: Łęczyca – Płock – Ciechanów – Ostrów Mazowiecka
- DK62: Strzelno – Włocławek – Płock – Wyszków – Sokołów Podlaski – Siemiatycze

W mieście początek mają cztery drogi wojewódzkie:
- DW559: do Lipna
- DW562: do Szpetala Górnego
- DW567: do Góry
- DW575: do Kazunia Nowego

Około 40 km na południe od miasta (między Gostyninem a Kutnem w miejscowości Sójki) biegnie autostrada A1.

## Kategorie dróg
Długość dróg w Płocku wynosi 260 km, a ich powierzchnia to 1,881 tys. m² (2012-12-31), z tego:
- drogi krajowe 25 km
- drogi wojewódzkie 15 km
- drogi powiatowe 44 km
- drogi gminne 175 km

### Długość dróg w poszczególnych latach
| Rok         | 1938       | 1950       | 1960        | 1970         | 1980         | 1990          | 2000          |
| ----------- | ---------- | ---------- | ----------- | ------------ | ------------ | ------------- | ------------- |
| Drogi (km)* | 51,0 (5,4) | 56,3 (9,3) | 71,3 (13,9) | 120,5 (57,8) | 137,1 (84,2) | 183,7 (124,8) | 260,0 (170,0) |

- w nawiasie drogi o nawierzchni ulepszonej

## Zarejestrowane pojazdy
| Rok  | Liczba pojazdów (tys.) | Liczba pojazdów na 1000 mieszkańców |
| ---- | ---------------------- | ----------------------------------- |
| 1996 | 38,1                   | 298,4                               |
| 1997 | 47,5                   | 363,7                               |
| 1998 | 46,2                   | 352,6                               |
| 1999 | 51,8                   | 402,6                               |
| 2000 | 52,6                   | 409,1                               |
| 2001 | 59,6                   | 464,3                               |
| 2002 | 61,8                   | 482,0                               |
| 2003 | 63,6                   | 496,3                               |
| 2004 | 64,1                   | 501,4                               |
| 2005 | 72,6                   | 569,6                               |
| 2006 | 82,1                   | 645,3                               |
| 2007 | 92,6                   | 729,3                               |

W 2002 roku zarejestrowanych było ogółem 61 845 pojazdów, w tym m.in.:
- 45 899 samochodów osobowych
- 9 583 samochodów ciężarowych
- 828 autobusów
- 723 motocykli

### Samochody osobowe
W 2002 w mieście zarejestrowanych było ok. 46 tys. samochodów osobowych. W 2006 liczba ta wynosiła prawie 58 tys.
| Rok                                        | 2002 | 2006 |
| ------------------------------------------ | ---- | ---- |
| Płock (samochody osobowe na 1000 mieszk.)  | 358  | 455  |
| Polska (samochody osobowe na 1000 mieszk.) | 289  | 351  |

## Płockie mosty
W mieście znajdują się dwa duże mosty przez Wisłę oraz szereg mniejszych mostów na lokalnych rzeczkach. Najwięcej mostów znajduje się w Borowiczkach.
Poniższe zestawienie nie zawiera wszystkich płockich mostów lecz wymienia tylko te najważniejsze.
Przez Wisłę
- Most im. Legionów Piłsudskiego
- Most Solidarności

Przez Brzeźnicę
- Most na ul. Kazimierza Wielkiego/ul. Szpitalnej
- Most na ul. Dobrzyńskiej
- Most na ul. Łukasiewicza

Przez Rosicę
- Most na ul. Wyszogrodzkiej
- Most na ul. Grabówka

Przez Słupiankę
- Most na ul. Pocztowej
- Most na ul. Raczkowizna